# 欢乐家长群
《欢乐家长群》是一部于2024年首播的中国电视连续剧，由导演李亚飞执导，张嘉益、陈好主演。该剧讲述了一群家长在子女教育、家庭生活、友情中的故事。

## 剧情简介
《欢乐家长群》主要围绕一个家长微信群展开，群里的成员们都是同一所小学的家长。这个微信群逐渐成为他们分享育儿经验、解决家庭问题的平台。

## 发行与反响
《欢乐家长群》于2024年2月1日起在湖南卫视金鹰独播剧场首播，芒果TV全网独播。臺灣由LINE TV同步跟播。